# Ureña (Táchira)
Ureña es una ciudad venezolana, es la capital del municipio Pedro María Ureña, en el Estado Táchira. Se ubica sobre la frontera entre Colombia y Venezuela. La ciudad fue fundada por don Pedro María Ureña, siendo elevada a la categoría de parroquia por medio de la ordenanza provincial del 4 de diciembre de 1851.

## Historia
El municipio es reconocido por su destacada actividad económica, sustentada en un sólido desarrollo industrial y comercial. Entre los sectores más relevantes se encuentra la industria textil, considerada una de las más productivas y comercializadas de la región.
Le siguen en importancia la fabricación de muebles, autopartes, productos derivados del plástico, así como el sector automotor y carrocero. Además, el municipio cuenta con una significativa producción de caña de azúcar, destinada al procesamiento en el central azucarero local, actualmente en funcionamiento bajo el nombre de Azureña, tras haber estado inactivo durante un período.

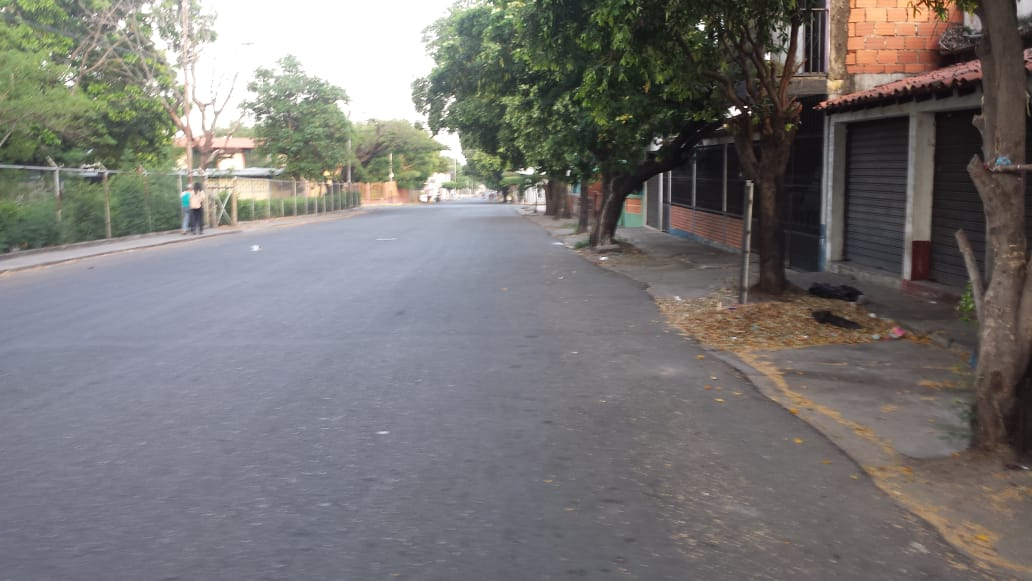
Barrio Bonilla de Ureña.

A unos 3 kilómetros de la ciudad se encuentran aguas termales, que por su gran valor medicinal son el gran atractivo turístico de la zona. Otros atractivos son la Casa de la Cultura, El hotel Aguas calientes ubicado a unos metros de las aguas termales, el Corredor Turístico La Rinconada en la vía Vallado – San Pedro del Río, la iglesia de San Juan Bautista, la iglesia  Divina Misericordia Ubicada en la Urbanización la integración y el bulevar sobre la Toma Carmelitera.
También es de gran atractivo el parque Simón Bolívar en las adyacencias de la avenida intercomunal, la plaza de la juventud conocida como la cruz de la misión, Parque metropolitano en el sector de la Integración, plaza de los quemados, La plaza Bolívar frente a la alcaldía,  y el roble (árbol gigante) en la urbanización La Esperanza.
[cita requerida]

## Clima
Ureña presenta una precipitación pluvial anual media de 769 mm, en tanto presenta una temperatura de 32.0 C°.

## Transporte
El municipio cuenta con una línea urbana (LICIRSA) que va desde Ureña hacia la ciudad de San Antonio del Táchira (Municipio Bolívar), La línea binacional (TRANSORIENTAL) que va desde  Ureña  hacia la ciudad de Cúcuta y la línea (FRONTERA) Que va desde Ureña hacia los municipios de Ayacucho (Colón) y García de Hevia ( la fría) Existen  tres líneas de taxis y 14 líneas de mototaxis que comunican a Ureña con la parroquia de Aguas Calientes y otros sectores del municipio